# Vodník
El Vodník es una criatura mitológica del folclore eslavo, especialmente popular en países como la República Checa, Eslovaquia, Polonia, Rusia y Ucrania. Su nombre proviene de la palabra eslava "voda", que significa "agua". Representa el peligro oculto del agua, pero también la fuerza de la naturaleza, impredecible y poderosa. Como muchas figuras mitológicas, tiene una dualidad: puede ser tanto protector como destructor.  
El Vodník aparece en numerosas historias populares, canciones infantiles, obras de teatro y literatura. En la ópera "Rusalka" del compositor checo Antonín Dvořák, el Vodník es el padre de la ninfa protagonista. En la literatura checa moderna, como en los cuentos de Karel Jaromír Erben o Božena Němcová, el Vodník es un personaje habitual. 
El Vodník, también llamado: 
- vodyanoy en ruso (Cirílico: водяно́й; IPA: [vədʲɪˈnoj], literalmente "acuoso"),
- vadzianik en bielorruso (Cirílico: вадзянік),
- vodianyk ucraniano (Cirílico: водяник),
- wodnik en polaco,
- vodník en checo y eslovaco,
- vodnik en búlgaro y macedonio (Cirílico: водник),
- vodanoj en croata,
- povodni mož en esloveno y
- vodenjak en serbio (Cirílico: водењак); es un espíritu acuático del folclor eslavo.

## Descripción del Vodník
- El Vodník es un espíritu del agua, que vive en ríos, lagos o estanques.[2]
- Suele representarse como un hombre verde o verdoso, con aletas, escamas o algas en el cuerpo, a veces con una pipa y ropas mojadas o mohosas.
- En algunas versiones, tiene aspecto humanoide, pero con rasgos anfibios o monstruosos.

### Características y comportamiento
Es travieso o peligroso, según el relato. Puede ser simplemente bromista o llegar a ahogar a las personas que se acercan demasiado al agua. Según algunas leyendas, guarda las almas de los ahogados en su casa bajo el agua. En otras historias, puede hacer pactos con humanos, ofreciendo favores o poderes a cambio de servicios o sacrificios.

## Apariencia y comportamiento del Vodyanoy en la tradición rusa

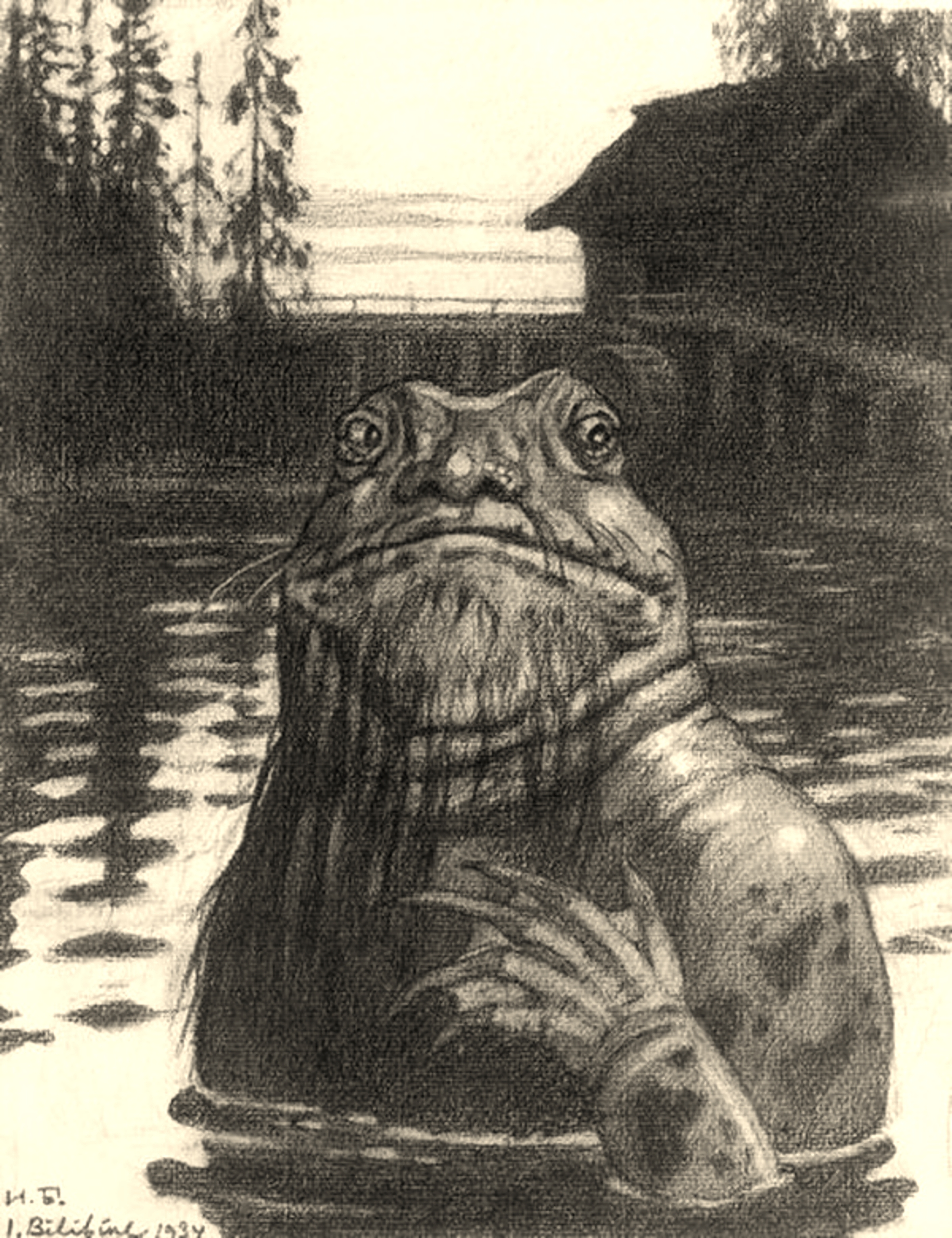
Ilustración de un vodyanoy ruso.

Se dice que Vodyanoy aparece como un anciano desnudo con una cara de rana, barba verdosa y pelo largo, con su cuerpo cubierto de algas y lodo, generalmente cubierto de escamas de pescado negro. Tiene patas palmeadas en vez de manos, cola de pez y ojos que arden como brasas ardientes. Por lo general, monta a lo largo de su río en un tronco medio hundido, haciendo fuertes salpicaduras. En consecuencia, a menudo es llamado "abuelo" o "antepasado" por la gente local. Se dice que los ahogamientos locales son obra de los vodyanoy (o rusalkas).
Cuando se enoja, el vodyanoy rompe diques, inunda los molinos, y ahoga a la gente y los animales. (Por consiguiente, los pescadores, los molineros y también los apicultores hacen sacrificios para calmarlo). Con frecuencia arrastra a la gente a su vivienda submarina para servirle como esclavos.

## Representación en el folclore checo, eslovaco y esloveno
En el folclore checo, eslovaco y esloveno, el vodník se representa de forma distinta a la imagen tradicional eslavo-oriental. Aunque conserva ciertos rasgos sobrenaturales, presenta una constitución y hábitos mayormente humanos.
Los vodníci (plural de vodník) poseen branquias, membranas entre los dedos y una piel de color verde alga, al igual que su cabello, que suele ser de un tono verde pálido. Su vestimenta es extraña y anticuada: camisas con parches y sombreros considerados extravagantes por los estándares modernos. Suelen tener el rostro sin afeitar, con frecuencia adornado por una barba grande, húmeda y enredada.
Aunque pueden salir de los estanques durante horas, siempre se les reconoce por sus abrigos mojados, de los cuales el agua gotea constantemente.

## Comportamiento y creencias populares
En los cuentos checos, eslovacos y eslovenos, los vodníci pueden ser benévolos o maliciosos. A menudo intentan ahogar a las personas que nadan en sus territorios.
Una creencia extendida es que los vodníci guardan las almas de los ahogados en tazas de porcelana tapadas, que consideran su posesión más valiosa. Estas tazas se numeran y se exhiben como símbolos de estatus o riqueza entre ellos. Si se retira la tapa, el alma atrapada, representada como una burbuja, escapa y se libera.
Excepto por peces o espíritus de peces, no tienen sirvientes. Pasan su tiempo cuidando su territorio, fumando en pipa, jugando a las cartas, o simplemente sentados sobre rocas o sauces cercanos al agua.

Los pescadores tradicionales les ofrecían tabaco para pedir ayuda, arrojando una pizca al agua y diciendo:
“Aquí está su tabaco, Señor Vodník, ahora dame un pez.”
Los vodníci habitan estanques y ríos, pero no viven en el mar, ya que este se considera un entorno peligroso, incluso mortal, para ellos..